# Koniecpol Magdasz
Koniecpol Magdasz – przystanek kolejowy w Koniecpolu, w dzielnicy Magdasz, w województwie śląskim, w Polsce. Obsługuje lokalny ruch pasażerski do Kielc, Włoszczowy i Częstochowy.

## Ruch pasażerski
| Rok  | Wymiana pasażerska na dobę |
| ---- | -------------------------- |
| 2017 | 20-49                      |
| 2022 | 50-99                      |